# Conchaspis hainanensis
Conchaspis hainanensis är en insektsart som beskrevs av Hu 1986. Conchaspis hainanensis ingår i släktet Conchaspis och familjen Conchaspididae. Inga underarter finns listade i Catalogue of Life.